# Stolpersteine in der Republik Moldau

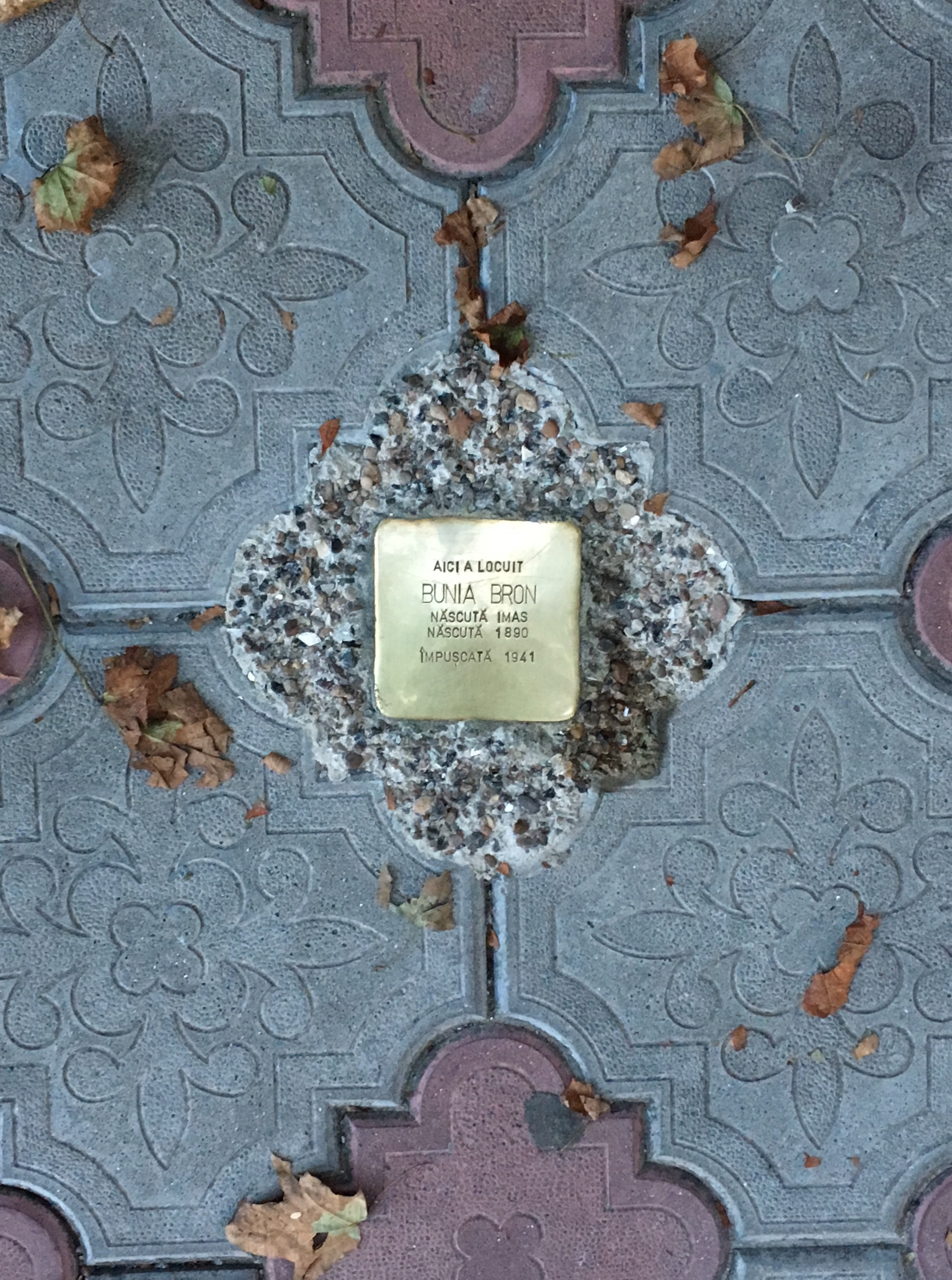
Stolperstein in Chișinău

Die Stolpersteine in der Republik Moldau enthält die Stolpersteine, die vom Kölner Künstler Gunter Demnig in der Republik Moldau verlegt wurden. Stolpersteine erinnern an das Schicksal der Menschen, die von den Nationalsozialisten ermordet, deportiert, vertrieben oder in den Suizid getrieben wurden. Sie liegen im Regelfall vor dem letzten selbstgewählten Wohnsitz des Opfers. Auf Rumänisch heißen die Stolpersteine pietre de poticnire.
Die bisher einzige Verlegung in dieser Republik erfolgte in der Hauptstadt Chișinău am 24. Juli 2018.

## Hintergrund
Von den ehemals 65.000 Juden in Chișinău im Jahr 1939 fielen 53.000 dem NS-Regime zum Opfer. Der Holocaustforscher Matatias Carp (1904–1952) befasste sich eingehend mit dem Holocaust in Moldau und Rumänien.

## Verlegte Stolpersteine

### Chișinău
In Chișinău, der Hauptstadt der Republik Moldau, wurden bislang zwei Stolpersteine verlegt.
| Stolperstein | Übersetzung                                                                      | Verlegeort           | Name, Leben |
| ------------ | -------------------------------------------------------------------------------- | -------------------- | --- |
|              | HIER WOHNTE MOISE BERLIAND GEB. 1885 DEPORTIERT 1944 AUSCHWITZ-BIRKENAU ERMORDET | Alexandru cel Bun 17 | Moïse Maurice Berliand wurde am 23. Juli 1885 in Chișinău geboren. Laut städtischen Aufzeichnungen vom 15. März 1940 war Solomon Berliand, der Vater des Opfers, der Besitzer der Häuser Alexandru cel Bun 15 und 17. Er heiratete Berthe Teplitsky (1891–1969). Das Paar hatte zumindest einen Sohn, Iosif, geboren 1912 in Odessa. Moïse Berliand soll ein amüsanter und mythomanischer Charakter gewesen sein, der dreizehn Sprachen sprach. In Odessa arbeitete er als Regisseur, seine Frau war Schauspielerin, die mit jiddischen Ensembles auftrat. 1928 emigrierte die Familie aus Bessarabien nach Frankreich. Er wurde von den deutschen Nationalsozialisten in Frankreich verhaftet, nach Drancy verschleppt und am 7. März 1944 mit dem Transport Nr. 69 in das Vernichtungslager Auschwitz-Birkenau deportiert. Er wurde unmittelbar nach der Ankunft ermordet. Sein Enkelsohn ist der namhafte französische Schauspieler François Berléand. |
|              | HIER WOHNTE BUNYA BRON GEB. IMAS GEB. 1890 ERSCHOSSEN 1941                       | Armenească 27        | Bunya Bron wurde 1890 in Chisinau geboren. Ihre Eltern waren Fişel Imas und Leya geb. Zeltser. Sie war mit Itzhak Bron verheiratet. Im städtischen Register von 1940 ist sie als Besitzerin einer Wohnung in der Armenească 27 eingetragen, gemeinsam mit ihrer Mutter Leya Imas. Sie wurde 1941 erschossen. Sie muss zumindest eine Tochter und einen Sohn gehabt haben. Jacob Yakov Talpalatsky, der Sohn, erstattete im Jahr 2001 Meldungen über ihre Ermordung an Yad Vashem. Der Name der Tochter war Liba Bron, geboren 1917 in Chișinău. Auch sie wurde unbekannten Ortes vom NS-Regime ermordet. Der Sohn lebte zum Zeitpunkt der Meldungen in New York. Auch ein Enkelsohn, Igor Bron, konnte das NS-Regime überleben. |

Die geplante Verlegung von vier Stolpersteinen vor dem Haus Alexei Ściusev 44, wo die Familie Bragar wohnte, die 1941 in Transnistrien getötet wurde, musste aus technischen Gründen verschoben werden.

## Verlegedatum
- 24. Juli 2018 durch den Künstler Gunter Demnig persönlich[5]

## Nachweise
1. 1 2  AGORA: FOTO. Pietre comemorative în calea uitării sau cum „se vor poticni” chișinăuienii de ultimele adrese ale victimelor Holocaustului, 24. Juli 2018, abgerufen am 12. August 2018
2. ↑  The Central Database of Shoah Victims’ Names verfügt über zwei Zeugenberichte betreffend Bunya Bron, beide abgerufen am 23. August 2018: BUNYA BRON TALPALATSKAYA, eingereicht von ihrem Sohn, und BUNYA BRON, eingereicht von ihrem Enkelsohn, Igor Bron.
Der Sohn gibt als ihren Familiennamen Bron-Talpalatskaya an, als ihren Mädchennamen Imas. Es gibt keine Erklärung dafür.
3. ↑  The Central Database of Shoah Victims’ Names: LIBA BRON, eingereicht von ihrem Bruder Jacob Yakov Talpalatsky im Jahr 2001, abgerufen am 23. August 2018
4. ↑  diez: Stolpersteine sau „Pietre de poticnire”. La Chișinău va fi lansat un proiect de comemorare a victimelor nazismului, 23. Juli 2018
5. ↑  German Artist Brings 'Stumbling Blocks' Holocaust Project To Moldova, abgerufen am 16. Juni 2023

- Karte mit allen Koordinaten:
- OSM |
- WikiMap